# Apogonichthyoides niger
Apogonichthyoides niger és una espècie de peix pertanyent a la família dels apogònids.

## Descripció
- Pot arribar a fer 8 cm de llargària màxima.
- 8 espines i 9 radis tous a l'aleta dorsal i 2 espines i 8 radis tous a l'anal.
- Aletes arrodonides.[5][6]

## Reproducció
Té lloc entre el juliol i el setembre. Els mascles incuben els ous dins llurs boques.

## Hàbitat
És un peix marí, demersal i de clima tropical.

## Distribució geogràfica
Es troba al Pacífic nord-occidental: el Japó, Taiwan i el mar de la Xina Meridional.

## Observacions
És inofensiu per als humans.